# Belphégor (film, 1927)
Pour les articles homonymes, voir Belphégor.
Pour plus de détails, voir Fiche technique et Distribution.
Belphégor est un film muet français à épisodes, réalisé par Henri Desfontaines, sur un scénario d'Arthur Bernède, sorti en salles en 1927.
Cette œuvre débute avec l'assassinat d'un veilleur de nuit au Musée du Louvre. L'inspecteur Ménardier, chargé de l'enquête officielle, un jeune journaliste du nom de Jacques Bellegarde et le « roi des détectives » Chantecoq entreprennent chacun de leur côté de mener l'enquête.
En parallèle aux sorties des quatre épisodes cinématographiques, Arthur Bernède publie en feuilleton dans la revue quotidienne Le Petit Parisien entre le 28 janvier 1927 au 28 mars 1927, cette aventure policière. 

## Synopsis
Le film est divisé en quatre épisodes:
- 1 - Le Mystère du louvre[1]

Durée: 61 min
On a aperçu un fantôme au musée du Louvre et un gardien a été retrouvé mourant près de la statue de Belphégor, divinité Moabite. L'inspecteur Ménardier est chargé de l'enquête, mais l'affaire intéresse aussi le détective Chantecoq et un jeune journaliste, Jacques Bellegarde.
Cet épisode a été tourné en partie au musée du Louvre, à la Préfecture de police de Paris, et dans les locaux du Petit Parisien.
- 2 - Le trésor des Valois[4]

Durée: 74 min
Bellegarde est soupçonné par Ménardier, mais il parvient à revenir enquêter au Louvre. Belphégor se manifeste aussi au domicile de la comédienne Simone Desroches, qui a eu une liaison avec Bellegarde.
- 3 - Le Fantôme noir[5]

Durée: 77 min
Belphégor échappe toujours à Ménardier, mais Chantecoq et Bellegarde progressent dans leur enquête en découvrant un vieux grimoire et un souterrain reliant le Louvre à l'église Saint-Germain-l'Auxerrois.
Outre des scènes tournées au Louvre et dans cette église, cet épisode comporte des prises de vue dans un château de la région parisienne.
- 4 - Les Deux polices[6]

Durée: 81 min
Simone Desroches meurt et Belphégor s'empare de sa dépouille pendant la veillée funèbre. Il kidnappe ensuite Colette, la fille de Chantecoq.
Cet épisode a été tourné en partie dans le château de l'épisode précédent, au palais de justice de Paris, et à la tour Eiffel.

## Fiche technique
- Titre : Belphégor
- Réalisation : Henri Desfontaines
- Assistants réalisateurs : Nick Winter, Jean Margueritte
- Scénario : Arthur Bernède d'après son propre roman, Belphégor
- Photographie : Maurice Arnou, Robert Lefebvre, André-Wladimir Reybas et Julien Ringel
- Directeur artistique : Louis Nalpas
- Décors : Jean Barthelemy Perrier
- Société de production : Société des Cinéromans
- Société de distribution : Pathé Consortium Cinéma
- Pays de production :  France
- Langue : film muet avec les intertitres  en français
- Format : Noir et blanc — 35 mm — 1,33:1 — Muet
- Métrage : 6 004 mètres
- Genre : Film fantastique
- Durée : 255 minutes (4 h 15)4h 15min
- Dates de sortie :
  - France : Avant-première à l'Empire le 19 janvier 1927[7]
  - France : Sortie en salle le 10 février 1927[8]

## Distribution
- Jeanne Brindeau : Elsa Bergen, la gouvernante de Simone Desroches
- Alice Tissot : la baronne Papillon
- Émilien Richaud : le baron Papillon
- Elmire Vautier : Simone Desroches, la poétesse / Mme Mauroy, sa sœur
- Michèle Verly : Colette Barjac, la fille de Chantecoq
- Lucien Dalsace: Jacques Bellegarde, le journaliste du Petit Parisien
- René Navarre : Chantecoq, le détective privé
- Genica Missirio : Maurice de Thouars, l'admirateur de Simone
- Albert Mayer : le bossu, secrétaire du baron Papillon
- Anna Lefeuvrier : Marie-Jeanne Gautrais, l'épouse du gardien
- Georges Paulais : Ménardier, le policier-enquêteur
- Camille Bert
- Cesar Tullio Terrore : l'homme à la salopette
- Simone Montalet : la femme de chambre de Simone Desroches
- André Volbert : le chef de la Sûreté
- Jeanne Bérangère : la voisine du gardien
- Sylviane de Castillo : Catherine de Médicis
- Nicolas Redelsperger : le gardien Gautrais
- Marcel Delaître : Ruggieri
- M. Courtois : Jean Sabarat, le gardien chef du musée
- Jeanne Bérangère : la voisine des Gautrais
- Michèle Verly : Colette Barjac
- Géo Leroy